# ブフテア
ブフテア（ルーマニア語: Buftea）は、ルーマニアのイルフォヴ県にある町で、同県の中心地。北西20kmに位置するブカレストとの利便性から、人口が増加している。域内にはブチュメニ (Buciumeni) という村がある。

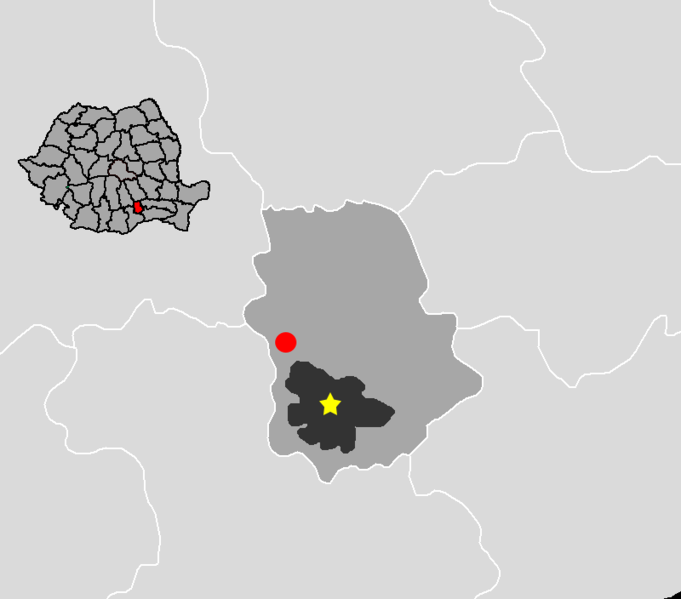
ブフテア（赤点）の位置図。黄色い星印はブカレスト

## 施設
映画会社「メディアプロ・ピクチャーズ」やシュティルベイ家のブフテア宮殿がある。